# Ocucajea picklingi
L'ocucajea (Ocucajea picklingi) è un cetaceo estinto, appartenente ai basilosauridi. Visse nell'Eocene medio/superiore (Bartoniano, circa 40 - 37 milioni di anni fa) e i suoi resti fossili sono stati ritrovati in Sudamerica. 

## Descrizione
Questo animale, rispetto ai suoi più stretti parenti come Zygorhiza e Dorudon, era di dimensioni ridotte e doveva essere lungo circa 3 metri. Come gli altri dorudontini, Ocucajea possedeva un corpo relativamente snello ma compatto, dotato di vertebre corte. Ocucajea si distingue da tutti gli altri dorudontini per le piccole dimensioni e per la configurazione delle ossa al vertice cranico: in questo animale, le ossa nasali e mascellari si estendono per la stessa lunghezza posteriormente, mentre in Saghacetus e Dorudon le nasali si estendono più posteriormente rispetto alla mascella. Ocucajea è inoltre privo di un processo nariale del frontale, una caratteristica presente in Saghacetus.
La superficie dorsale del cranio mostra che Ocucajea aveva ossa nasali relativamente lunghe e dritte. Il palato non era particolarmente ampio come nel protocetide Takracetus, né particolarmente stretto come in Gaviacetus. La forma del rostro e dello scudo frontale in vista dorsale è simile a quella di Dorudon e Zygorhiza, ma non stretto come Artiocetus. L'orbita è grande e rotonda in vista laterale ed è di dimensioni simili a quelle di altri basilosauridi. La premascella è in contatto col nasale e termina a metà di quest'ultimo. Il mascellare delimita il nasale più posteriormente, raggiungendo il limite posteriore del nasale.
Tutti i molari inferiori hanno due radici, con cuspidi primarie e almeno due dentelli accessori. Inoltre portano scanalature rientranti sulla superficie anteriore delle corone.

## Classificazione
Ocucajea picklingi venne descritto per la prima volta nel 2011 sulla base di un esemplare fossile incompleto, l'olotipo MUSM 1442, ritrovato nel sito fossilifero noto come Valle de los Arqueocetos, dalla Formazione Paracas del Bacino di Pisco in Perù, risalente a circa 40 - 37 milioni di anni fa.  Il genere è stato chiamato così per la città Ocucaje della Provincia di Ica, vicino alla quale sono stati ritrovati i fossili; l'epiteto specifico, picklingi, è in onore di José Luis Pickling Zolezzi, naturalista e artista che ha dato un importante contributo alla paleontologia peruviana. 
Ocucajea picklingi è considerato un piccolo basilosauride, sulla base della presenza di dentelli accessori ben sviluppati sulla superficie distale dei molari inferiori (una sinapomorfia dei Basilosauridae). Ocucajea viene inserito nella sottofamiglia Dorudontinae perché manca l'allungamento vertebrale tipico dei membri della sottofamiglia Basilosaurinae. Non è chiaro, tuttavia, quali fossero le reali parentele di Ocucajea all'interno di questa sottofamiglia. Nella stessa formazione geologica che ha restituito i fossili di questo animale sono stati ritrovati i resti di un altro dorudontino di dimensioni maggiori, Supayacetus, e di un protocetide ancora senza nome.